# Unterhebborn
Unterhebborn ist ein Ortsteil im Stadtteil Hebborn von Bergisch Gladbach.

## Geschichte
Unterhebborn ist aus einer Siedlungsgründung hervorgegangen, die etwa im 14. Jahrhundert in Ober- und Unterhebborn zerfiel. Die beiden Siedlungskerne an der Odenthaler Straße wurden noch im 19. Jahrhundert durch eine unbebaute Fläche voneinander getrennt, die man In der Wissdorfs Wiese nannte. Bis zum Spätmittelalter hatte sich Unterhebborn zu einem kleinen Weiler entwickelt. Das Weistum des Hebborner Hofgerichts von 1481 weist auf sechs Höfe hin, die dem Hebborner Hof gegenüber lehnspflichtig waren.